# Bucza (wieś)
Bucza (ukr. Буча) – wieś na Ukrainie, w obwodzie kijowskim, w rejonie buczańskim; liczy 144 mieszkańców (2005).
Bucza leży nad Buczą.